# Caliphylla
Caliphylla is een geslacht van weekdieren uit de klasse van de Gastropoda (slakken).

## Soort
- Caliphylla mediterranea A. Costa, 1867